# Société des agriculteurs italiens
La Société des agriculteurs italiens (Società degli Agricoltori italiani) (SAI) était une organisation apolitique, créée à la fin du XIXe siècle, qui avait parmi ses objectifs le développement de l’agriculture et l'amélioration des classes agricoles, sur le plan tecnico-scientifique.
Elle fut constituée à Rome le 13 juin 1895, avec plus de 1 100 inscrits (le maximum fut d'environ 4 000). Parmi ceux-ci, la plupart étaient « fondateurs » à titre individuel, tandis qu'un pourcentage significatif étaient représentés par les Comizi Agrari de diverses provinces. Parmi les adhérents, figuraient  également des communes, des chambres de commerce et des entreprises. 
Les travaux de la Société s'organisaient en une douzaine de sections, subdivisées à leur tour en deux groupes qui s'occupaient, respectivement, d'agronomie et d'économie. Les membres devaient opter, sous la forme d'une déclaration explicite préalable, pour une seule section.
Les présidents successifs de la Société furent :
- Giuseppe Devincenzi (de juin 1895 à février 1896) ;
- Raffaele Cappelli (de 1896 à 1911) ;
- Edoardo Ottavi (de 1911 à 1917) ;
- Alberto Cencelli (faisant fonction de novembre 1917  à avril 1918) ;
- Luigi Rava (de 1918 à mars 1919) ;
- Giovan Battista Miliani (de 1919 jusqu'à avril 1920).

Depuis sa fondation, elle eut son propre organe de propagande, le « Bollettino quindicinale della Società degli Agricoltori italiani » (Bulletin bihebdomadaire de la Société des agriculteurs italiens)", qui fut publié jusqu'en 1919.
La Société s'est dissoute le 21 avril 1920, se transformant en Istituto Nazionale di Agricoltura (Institut national d'agriculture).